# Instituto Nacional de Previsión
El Instituto Nacional de Previsión (INP) fue un organismo de protección social de España creado en 1908, en virtud de Ley de 27 de febrero de ese mismo año durante la presidencia del gobierno de Antonio Maura. Continuó existiendo hasta 1978, cuando se reorganizó su estructura. Constituyó la primera institución oficial encargada de la Seguridad Social y de la asistencia sanitaria en España.

## Antecedentes y creación
La creación del Instituto Nacional de Previsión (INP) supuso el nacimiento del sistema de seguridad social española. Hasta su materialización en 1908, el INP pasó por un largo período de preparación y estudio.
En 1883, se creó la Comisión de Reformas Sociales que tenía como objeto el estudio de todas las cuestiones que interesaban a la mejora o bienestar de las clases obreras, y que afectaban a las relaciones entre el Capital y el Trabajo.
En 1903, el Instituto de Reformas Sociales, que había sucedido a la citada Comisión, encargó a su vocal, José Maluquer y  Salvador, una ponencia acerca de la creación de una Caja Nacional de Seguro Popular, en la que aparecían las líneas fundamentales de lo que sería el Instituto Nacional de Previsión. Un año más tarde, en 1904, el Ministerio de la Gobernación encargó al Instituto de Reformas Sociales un proyecto de Ley sobre la materia y el Instituto, con el fin de que su propuesta estuviera asistida por la experiencia de las Instituciones de ahorro arraigadas ya en España, promovió la celebración de la Conferencia sobre Previsión Popular, que se reunió en Madrid, en octubre de ese año. Partiendo de las conclusiones de la Conferencia, y de sus antecedentes, el Instituto de Reformas Sociales presentó al Gobierno el proyecto de creación del Instituto Nacional de Previsión, cuya redacción había sido llevada a cabo por una ponencia compuesta por Gumersindo de Azcárate, Eduardo Dato, Rafael Salillas, José Maluquer y Salvador y Matías Gómez Latorre.
El 1 de noviembre de 1906, el ministro de la Gobernación, Bernabé Dávila, sometió a las Cortes el proyecto. Sin embargo, las vicisitudes políticas del momento impidieron su aprobación y se presentó un nuevo proyecto el 24 de enero de 1908, elaborado bajo el ministerio presidido por Juan de la Cierva y Peñafiel. Las Cortes aprobaron definitivamente la Ley de Creación del Instituto Nacional de Previsión el 27 de febrero de 1908.

### Objetivo
La  creación del instituto representó la manifestación institucional del compromiso público con la protección de la vejez y que se concretó en la financiación de una parte de distintas modalidades de pensión y su garantía.
De acuerdo con el artículo 1 de su Ley de creación, el instituto tenía los siguientes fines:
1. Difundir e inculcar la previsión popular, especialmente la realizadá en forma de pensiones  de  retiro.
2. Administrar la mutualidad de asociados que al efecto y voluntariamente se constituya bajo este patronato, en las  condiciones  más  benéficas  para  los mismos.
3. Estimular  y favorecer  dicha  práctica de pensiones de retiro, procurando su bonificación con carácter  general o especial,  por  entidades  oficiales  o particulares.

De acuerdo con la ley de creación de la institución, los  seguros  sociales  se iniciaron con una cobertura de carácter voluntario sobre la vejez y la invalidez mediante pensiones de retiro con prioridad frente a otros tipos de seguros como el de enfermedad o de paro.

## Evolución
Con la Ley de Creación del Instituto Nacional de Previsión se estableció el régimen legal español de Retiros Obreros, bajo el sistema de la libertad subsidiada de las pensiones de vejez que libremente contrataran los obreros con este Organismo.
Inicialmente encargado del sistema de libre contratación de pensiones obreras, asumió posteriormente la administración del:
- Seguro Obligatorio del Retiro Obrero (1919).[6]
- Subsidio de Maternidad (1923).
- Seguro Obligatorio de Maternidad (1929).[7] Que amplia y refuerza el Subsidio de Maternidad de 1923. Este seguro garantizaba, entre otras prestaciones, la asistencia facultativa en el embarazo y en el parto, a estos efectos, el Instituto Nacional de Previsión establece los primeros convenios con las organizaciones profesionales de médicos, farmacéuticos y matronas.
- Ampliación de los beneficios de la Ley de Accidentes del Trabajo a los trabajadores agrícolas (1931).[8] Aplicación a todos los trabajadores de la agricultura, de la Ley de Accidentes de Trabajo de 1900, primera norma legislativa del sistema de protección social español.
- Obligaciones de la Ley de Accidentes de Trabajo en la Industria (1932).[9]
- Seguro Obligatorio de Enfermedad (1942), implantado el 1 de septiembre de 1944.[10]

En España la implantación del Seguro Obligatorio de Enfermedad (SOE) fue dirigido a proteger a los trabajadores económicamente débiles, cuyas rentas de trabajo no excedan de los límites fijados. El SOE queda a cargo del INP, como entidad aseguradora única, y entre las prestaciones del Seguro, estaba la asistencia sanitaria en caso de enfermedad y maternidad, e indemnización económica por la pérdida de retribución derivada de las situaciones anteriores.
En 1963 con la Ley de Bases de la Seguridad Social se suprimen los esquemas clásicos de previsión y seguros sociales, y se instrumenta el desarrollo del sistema de Seguridad Social. En 1971 un decreto integró en su estructura a la Obra Sindical «18 de Julio», hasta entonces adscrita a los Sindicatos Verticales.
En 1974 se modifican y amplían las prestaciones de asistencia sanitaria de la Seguridad Social.

## Extinción
El Instituto se extinguió en 1978 (Real Decreto Ley 36/1978, de 16 de noviembre). A partir de lo acordado en los Pactos de la Moncloa se creó un nuevo sistema de participación institucional de los agentes sociales favoreciendo la transparencia y racionalización de la Seguridad Social y el establecimiento de un nuevo sistema de gestión, administrado por los siguientes organismos:
- Instituto Nacional de la Salud (INSALUD), prestaciones médicas;
- Instituto Nacional de la Seguridad Social (INSS), prestaciones económicas;
- Instituto Nacional de Servicios Sociales (INSERSO), gestión de servicios sociales;
- Instituto Social de la Marina (ISM) servicios y gestión de estos para los trabajadores del mar;
- Tesorería General de la Seguridad Social (TGSS), gestión de recursos económicos y administración financiera.

## Presidentes
- José Marvá y Mayer
- Adolfo González Posada (1935-1936)